# Fianqueto
|   | a | b | c | d | e | f | g | h |   |
| 8 | a8 preto torre · b8 preto cavalo · d8 preto rainha · e8 preto rei · f8 preto bispo · g8 preto cavalo · h8 preto torre · a7 preto peão · b7 preto bispo · c7 preto peão · d7 preto peão · e7 preto peão · f7 preto peão · g7 preto peão · h7 preto peão · b5 preto peão · a3 branco bispo · b3 branco peão · g3 branco peão · a2 branco peão · c2 branco peão · d2 branco peão · e2 branco peão · f2 branco peão · g2 branco bispo · h2 branco peão · a1 branco torre · b1 branco cavalo · d1 branco rainha · e1 branco rei · g1 branco cavalo · h1 branco torre | a8 preto torre · b8 preto cavalo · d8 preto rainha · e8 preto rei · f8 preto bispo · g8 preto cavalo · h8 preto torre · a7 preto peão · b7 preto bispo · c7 preto peão · d7 preto peão · e7 preto peão · f7 preto peão · g7 preto peão · h7 preto peão · b5 preto peão · a3 branco bispo · b3 branco peão · g3 branco peão · a2 branco peão · c2 branco peão · d2 branco peão · e2 branco peão · f2 branco peão · g2 branco bispo · h2 branco peão · a1 branco torre · b1 branco cavalo · d1 branco rainha · e1 branco rei · g1 branco cavalo · h1 branco torre | a8 preto torre · b8 preto cavalo · d8 preto rainha · e8 preto rei · f8 preto bispo · g8 preto cavalo · h8 preto torre · a7 preto peão · b7 preto bispo · c7 preto peão · d7 preto peão · e7 preto peão · f7 preto peão · g7 preto peão · h7 preto peão · b5 preto peão · a3 branco bispo · b3 branco peão · g3 branco peão · a2 branco peão · c2 branco peão · d2 branco peão · e2 branco peão · f2 branco peão · g2 branco bispo · h2 branco peão · a1 branco torre · b1 branco cavalo · d1 branco rainha · e1 branco rei · g1 branco cavalo · h1 branco torre | a8 preto torre · b8 preto cavalo · d8 preto rainha · e8 preto rei · f8 preto bispo · g8 preto cavalo · h8 preto torre · a7 preto peão · b7 preto bispo · c7 preto peão · d7 preto peão · e7 preto peão · f7 preto peão · g7 preto peão · h7 preto peão · b5 preto peão · a3 branco bispo · b3 branco peão · g3 branco peão · a2 branco peão · c2 branco peão · d2 branco peão · e2 branco peão · f2 branco peão · g2 branco bispo · h2 branco peão · a1 branco torre · b1 branco cavalo · d1 branco rainha · e1 branco rei · g1 branco cavalo · h1 branco torre | a8 preto torre · b8 preto cavalo · d8 preto rainha · e8 preto rei · f8 preto bispo · g8 preto cavalo · h8 preto torre · a7 preto peão · b7 preto bispo · c7 preto peão · d7 preto peão · e7 preto peão · f7 preto peão · g7 preto peão · h7 preto peão · b5 preto peão · a3 branco bispo · b3 branco peão · g3 branco peão · a2 branco peão · c2 branco peão · d2 branco peão · e2 branco peão · f2 branco peão · g2 branco bispo · h2 branco peão · a1 branco torre · b1 branco cavalo · d1 branco rainha · e1 branco rei · g1 branco cavalo · h1 branco torre | a8 preto torre · b8 preto cavalo · d8 preto rainha · e8 preto rei · f8 preto bispo · g8 preto cavalo · h8 preto torre · a7 preto peão · b7 preto bispo · c7 preto peão · d7 preto peão · e7 preto peão · f7 preto peão · g7 preto peão · h7 preto peão · b5 preto peão · a3 branco bispo · b3 branco peão · g3 branco peão · a2 branco peão · c2 branco peão · d2 branco peão · e2 branco peão · f2 branco peão · g2 branco bispo · h2 branco peão · a1 branco torre · b1 branco cavalo · d1 branco rainha · e1 branco rei · g1 branco cavalo · h1 branco torre | a8 preto torre · b8 preto cavalo · d8 preto rainha · e8 preto rei · f8 preto bispo · g8 preto cavalo · h8 preto torre · a7 preto peão · b7 preto bispo · c7 preto peão · d7 preto peão · e7 preto peão · f7 preto peão · g7 preto peão · h7 preto peão · b5 preto peão · a3 branco bispo · b3 branco peão · g3 branco peão · a2 branco peão · c2 branco peão · d2 branco peão · e2 branco peão · f2 branco peão · g2 branco bispo · h2 branco peão · a1 branco torre · b1 branco cavalo · d1 branco rainha · e1 branco rei · g1 branco cavalo · h1 branco torre | a8 preto torre · b8 preto cavalo · d8 preto rainha · e8 preto rei · f8 preto bispo · g8 preto cavalo · h8 preto torre · a7 preto peão · b7 preto bispo · c7 preto peão · d7 preto peão · e7 preto peão · f7 preto peão · g7 preto peão · h7 preto peão · b5 preto peão · a3 branco bispo · b3 branco peão · g3 branco peão · a2 branco peão · c2 branco peão · d2 branco peão · e2 branco peão · f2 branco peão · g2 branco bispo · h2 branco peão · a1 branco torre · b1 branco cavalo · d1 branco rainha · e1 branco rei · g1 branco cavalo · h1 branco torre | 8 |
| 7 | a8 preto torre · b8 preto cavalo · d8 preto rainha · e8 preto rei · f8 preto bispo · g8 preto cavalo · h8 preto torre · a7 preto peão · b7 preto bispo · c7 preto peão · d7 preto peão · e7 preto peão · f7 preto peão · g7 preto peão · h7 preto peão · b5 preto peão · a3 branco bispo · b3 branco peão · g3 branco peão · a2 branco peão · c2 branco peão · d2 branco peão · e2 branco peão · f2 branco peão · g2 branco bispo · h2 branco peão · a1 branco torre · b1 branco cavalo · d1 branco rainha · e1 branco rei · g1 branco cavalo · h1 branco torre | a8 preto torre · b8 preto cavalo · d8 preto rainha · e8 preto rei · f8 preto bispo · g8 preto cavalo · h8 preto torre · a7 preto peão · b7 preto bispo · c7 preto peão · d7 preto peão · e7 preto peão · f7 preto peão · g7 preto peão · h7 preto peão · b5 preto peão · a3 branco bispo · b3 branco peão · g3 branco peão · a2 branco peão · c2 branco peão · d2 branco peão · e2 branco peão · f2 branco peão · g2 branco bispo · h2 branco peão · a1 branco torre · b1 branco cavalo · d1 branco rainha · e1 branco rei · g1 branco cavalo · h1 branco torre | a8 preto torre · b8 preto cavalo · d8 preto rainha · e8 preto rei · f8 preto bispo · g8 preto cavalo · h8 preto torre · a7 preto peão · b7 preto bispo · c7 preto peão · d7 preto peão · e7 preto peão · f7 preto peão · g7 preto peão · h7 preto peão · b5 preto peão · a3 branco bispo · b3 branco peão · g3 branco peão · a2 branco peão · c2 branco peão · d2 branco peão · e2 branco peão · f2 branco peão · g2 branco bispo · h2 branco peão · a1 branco torre · b1 branco cavalo · d1 branco rainha · e1 branco rei · g1 branco cavalo · h1 branco torre | a8 preto torre · b8 preto cavalo · d8 preto rainha · e8 preto rei · f8 preto bispo · g8 preto cavalo · h8 preto torre · a7 preto peão · b7 preto bispo · c7 preto peão · d7 preto peão · e7 preto peão · f7 preto peão · g7 preto peão · h7 preto peão · b5 preto peão · a3 branco bispo · b3 branco peão · g3 branco peão · a2 branco peão · c2 branco peão · d2 branco peão · e2 branco peão · f2 branco peão · g2 branco bispo · h2 branco peão · a1 branco torre · b1 branco cavalo · d1 branco rainha · e1 branco rei · g1 branco cavalo · h1 branco torre | a8 preto torre · b8 preto cavalo · d8 preto rainha · e8 preto rei · f8 preto bispo · g8 preto cavalo · h8 preto torre · a7 preto peão · b7 preto bispo · c7 preto peão · d7 preto peão · e7 preto peão · f7 preto peão · g7 preto peão · h7 preto peão · b5 preto peão · a3 branco bispo · b3 branco peão · g3 branco peão · a2 branco peão · c2 branco peão · d2 branco peão · e2 branco peão · f2 branco peão · g2 branco bispo · h2 branco peão · a1 branco torre · b1 branco cavalo · d1 branco rainha · e1 branco rei · g1 branco cavalo · h1 branco torre | a8 preto torre · b8 preto cavalo · d8 preto rainha · e8 preto rei · f8 preto bispo · g8 preto cavalo · h8 preto torre · a7 preto peão · b7 preto bispo · c7 preto peão · d7 preto peão · e7 preto peão · f7 preto peão · g7 preto peão · h7 preto peão · b5 preto peão · a3 branco bispo · b3 branco peão · g3 branco peão · a2 branco peão · c2 branco peão · d2 branco peão · e2 branco peão · f2 branco peão · g2 branco bispo · h2 branco peão · a1 branco torre · b1 branco cavalo · d1 branco rainha · e1 branco rei · g1 branco cavalo · h1 branco torre | a8 preto torre · b8 preto cavalo · d8 preto rainha · e8 preto rei · f8 preto bispo · g8 preto cavalo · h8 preto torre · a7 preto peão · b7 preto bispo · c7 preto peão · d7 preto peão · e7 preto peão · f7 preto peão · g7 preto peão · h7 preto peão · b5 preto peão · a3 branco bispo · b3 branco peão · g3 branco peão · a2 branco peão · c2 branco peão · d2 branco peão · e2 branco peão · f2 branco peão · g2 branco bispo · h2 branco peão · a1 branco torre · b1 branco cavalo · d1 branco rainha · e1 branco rei · g1 branco cavalo · h1 branco torre | a8 preto torre · b8 preto cavalo · d8 preto rainha · e8 preto rei · f8 preto bispo · g8 preto cavalo · h8 preto torre · a7 preto peão · b7 preto bispo · c7 preto peão · d7 preto peão · e7 preto peão · f7 preto peão · g7 preto peão · h7 preto peão · b5 preto peão · a3 branco bispo · b3 branco peão · g3 branco peão · a2 branco peão · c2 branco peão · d2 branco peão · e2 branco peão · f2 branco peão · g2 branco bispo · h2 branco peão · a1 branco torre · b1 branco cavalo · d1 branco rainha · e1 branco rei · g1 branco cavalo · h1 branco torre | 7 |
| 6 | a8 preto torre · b8 preto cavalo · d8 preto rainha · e8 preto rei · f8 preto bispo · g8 preto cavalo · h8 preto torre · a7 preto peão · b7 preto bispo · c7 preto peão · d7 preto peão · e7 preto peão · f7 preto peão · g7 preto peão · h7 preto peão · b5 preto peão · a3 branco bispo · b3 branco peão · g3 branco peão · a2 branco peão · c2 branco peão · d2 branco peão · e2 branco peão · f2 branco peão · g2 branco bispo · h2 branco peão · a1 branco torre · b1 branco cavalo · d1 branco rainha · e1 branco rei · g1 branco cavalo · h1 branco torre | a8 preto torre · b8 preto cavalo · d8 preto rainha · e8 preto rei · f8 preto bispo · g8 preto cavalo · h8 preto torre · a7 preto peão · b7 preto bispo · c7 preto peão · d7 preto peão · e7 preto peão · f7 preto peão · g7 preto peão · h7 preto peão · b5 preto peão · a3 branco bispo · b3 branco peão · g3 branco peão · a2 branco peão · c2 branco peão · d2 branco peão · e2 branco peão · f2 branco peão · g2 branco bispo · h2 branco peão · a1 branco torre · b1 branco cavalo · d1 branco rainha · e1 branco rei · g1 branco cavalo · h1 branco torre | a8 preto torre · b8 preto cavalo · d8 preto rainha · e8 preto rei · f8 preto bispo · g8 preto cavalo · h8 preto torre · a7 preto peão · b7 preto bispo · c7 preto peão · d7 preto peão · e7 preto peão · f7 preto peão · g7 preto peão · h7 preto peão · b5 preto peão · a3 branco bispo · b3 branco peão · g3 branco peão · a2 branco peão · c2 branco peão · d2 branco peão · e2 branco peão · f2 branco peão · g2 branco bispo · h2 branco peão · a1 branco torre · b1 branco cavalo · d1 branco rainha · e1 branco rei · g1 branco cavalo · h1 branco torre | a8 preto torre · b8 preto cavalo · d8 preto rainha · e8 preto rei · f8 preto bispo · g8 preto cavalo · h8 preto torre · a7 preto peão · b7 preto bispo · c7 preto peão · d7 preto peão · e7 preto peão · f7 preto peão · g7 preto peão · h7 preto peão · b5 preto peão · a3 branco bispo · b3 branco peão · g3 branco peão · a2 branco peão · c2 branco peão · d2 branco peão · e2 branco peão · f2 branco peão · g2 branco bispo · h2 branco peão · a1 branco torre · b1 branco cavalo · d1 branco rainha · e1 branco rei · g1 branco cavalo · h1 branco torre | a8 preto torre · b8 preto cavalo · d8 preto rainha · e8 preto rei · f8 preto bispo · g8 preto cavalo · h8 preto torre · a7 preto peão · b7 preto bispo · c7 preto peão · d7 preto peão · e7 preto peão · f7 preto peão · g7 preto peão · h7 preto peão · b5 preto peão · a3 branco bispo · b3 branco peão · g3 branco peão · a2 branco peão · c2 branco peão · d2 branco peão · e2 branco peão · f2 branco peão · g2 branco bispo · h2 branco peão · a1 branco torre · b1 branco cavalo · d1 branco rainha · e1 branco rei · g1 branco cavalo · h1 branco torre | a8 preto torre · b8 preto cavalo · d8 preto rainha · e8 preto rei · f8 preto bispo · g8 preto cavalo · h8 preto torre · a7 preto peão · b7 preto bispo · c7 preto peão · d7 preto peão · e7 preto peão · f7 preto peão · g7 preto peão · h7 preto peão · b5 preto peão · a3 branco bispo · b3 branco peão · g3 branco peão · a2 branco peão · c2 branco peão · d2 branco peão · e2 branco peão · f2 branco peão · g2 branco bispo · h2 branco peão · a1 branco torre · b1 branco cavalo · d1 branco rainha · e1 branco rei · g1 branco cavalo · h1 branco torre | a8 preto torre · b8 preto cavalo · d8 preto rainha · e8 preto rei · f8 preto bispo · g8 preto cavalo · h8 preto torre · a7 preto peão · b7 preto bispo · c7 preto peão · d7 preto peão · e7 preto peão · f7 preto peão · g7 preto peão · h7 preto peão · b5 preto peão · a3 branco bispo · b3 branco peão · g3 branco peão · a2 branco peão · c2 branco peão · d2 branco peão · e2 branco peão · f2 branco peão · g2 branco bispo · h2 branco peão · a1 branco torre · b1 branco cavalo · d1 branco rainha · e1 branco rei · g1 branco cavalo · h1 branco torre | a8 preto torre · b8 preto cavalo · d8 preto rainha · e8 preto rei · f8 preto bispo · g8 preto cavalo · h8 preto torre · a7 preto peão · b7 preto bispo · c7 preto peão · d7 preto peão · e7 preto peão · f7 preto peão · g7 preto peão · h7 preto peão · b5 preto peão · a3 branco bispo · b3 branco peão · g3 branco peão · a2 branco peão · c2 branco peão · d2 branco peão · e2 branco peão · f2 branco peão · g2 branco bispo · h2 branco peão · a1 branco torre · b1 branco cavalo · d1 branco rainha · e1 branco rei · g1 branco cavalo · h1 branco torre | 6 |
| 5 | a8 preto torre · b8 preto cavalo · d8 preto rainha · e8 preto rei · f8 preto bispo · g8 preto cavalo · h8 preto torre · a7 preto peão · b7 preto bispo · c7 preto peão · d7 preto peão · e7 preto peão · f7 preto peão · g7 preto peão · h7 preto peão · b5 preto peão · a3 branco bispo · b3 branco peão · g3 branco peão · a2 branco peão · c2 branco peão · d2 branco peão · e2 branco peão · f2 branco peão · g2 branco bispo · h2 branco peão · a1 branco torre · b1 branco cavalo · d1 branco rainha · e1 branco rei · g1 branco cavalo · h1 branco torre | a8 preto torre · b8 preto cavalo · d8 preto rainha · e8 preto rei · f8 preto bispo · g8 preto cavalo · h8 preto torre · a7 preto peão · b7 preto bispo · c7 preto peão · d7 preto peão · e7 preto peão · f7 preto peão · g7 preto peão · h7 preto peão · b5 preto peão · a3 branco bispo · b3 branco peão · g3 branco peão · a2 branco peão · c2 branco peão · d2 branco peão · e2 branco peão · f2 branco peão · g2 branco bispo · h2 branco peão · a1 branco torre · b1 branco cavalo · d1 branco rainha · e1 branco rei · g1 branco cavalo · h1 branco torre | a8 preto torre · b8 preto cavalo · d8 preto rainha · e8 preto rei · f8 preto bispo · g8 preto cavalo · h8 preto torre · a7 preto peão · b7 preto bispo · c7 preto peão · d7 preto peão · e7 preto peão · f7 preto peão · g7 preto peão · h7 preto peão · b5 preto peão · a3 branco bispo · b3 branco peão · g3 branco peão · a2 branco peão · c2 branco peão · d2 branco peão · e2 branco peão · f2 branco peão · g2 branco bispo · h2 branco peão · a1 branco torre · b1 branco cavalo · d1 branco rainha · e1 branco rei · g1 branco cavalo · h1 branco torre | a8 preto torre · b8 preto cavalo · d8 preto rainha · e8 preto rei · f8 preto bispo · g8 preto cavalo · h8 preto torre · a7 preto peão · b7 preto bispo · c7 preto peão · d7 preto peão · e7 preto peão · f7 preto peão · g7 preto peão · h7 preto peão · b5 preto peão · a3 branco bispo · b3 branco peão · g3 branco peão · a2 branco peão · c2 branco peão · d2 branco peão · e2 branco peão · f2 branco peão · g2 branco bispo · h2 branco peão · a1 branco torre · b1 branco cavalo · d1 branco rainha · e1 branco rei · g1 branco cavalo · h1 branco torre | a8 preto torre · b8 preto cavalo · d8 preto rainha · e8 preto rei · f8 preto bispo · g8 preto cavalo · h8 preto torre · a7 preto peão · b7 preto bispo · c7 preto peão · d7 preto peão · e7 preto peão · f7 preto peão · g7 preto peão · h7 preto peão · b5 preto peão · a3 branco bispo · b3 branco peão · g3 branco peão · a2 branco peão · c2 branco peão · d2 branco peão · e2 branco peão · f2 branco peão · g2 branco bispo · h2 branco peão · a1 branco torre · b1 branco cavalo · d1 branco rainha · e1 branco rei · g1 branco cavalo · h1 branco torre | a8 preto torre · b8 preto cavalo · d8 preto rainha · e8 preto rei · f8 preto bispo · g8 preto cavalo · h8 preto torre · a7 preto peão · b7 preto bispo · c7 preto peão · d7 preto peão · e7 preto peão · f7 preto peão · g7 preto peão · h7 preto peão · b5 preto peão · a3 branco bispo · b3 branco peão · g3 branco peão · a2 branco peão · c2 branco peão · d2 branco peão · e2 branco peão · f2 branco peão · g2 branco bispo · h2 branco peão · a1 branco torre · b1 branco cavalo · d1 branco rainha · e1 branco rei · g1 branco cavalo · h1 branco torre | a8 preto torre · b8 preto cavalo · d8 preto rainha · e8 preto rei · f8 preto bispo · g8 preto cavalo · h8 preto torre · a7 preto peão · b7 preto bispo · c7 preto peão · d7 preto peão · e7 preto peão · f7 preto peão · g7 preto peão · h7 preto peão · b5 preto peão · a3 branco bispo · b3 branco peão · g3 branco peão · a2 branco peão · c2 branco peão · d2 branco peão · e2 branco peão · f2 branco peão · g2 branco bispo · h2 branco peão · a1 branco torre · b1 branco cavalo · d1 branco rainha · e1 branco rei · g1 branco cavalo · h1 branco torre | a8 preto torre · b8 preto cavalo · d8 preto rainha · e8 preto rei · f8 preto bispo · g8 preto cavalo · h8 preto torre · a7 preto peão · b7 preto bispo · c7 preto peão · d7 preto peão · e7 preto peão · f7 preto peão · g7 preto peão · h7 preto peão · b5 preto peão · a3 branco bispo · b3 branco peão · g3 branco peão · a2 branco peão · c2 branco peão · d2 branco peão · e2 branco peão · f2 branco peão · g2 branco bispo · h2 branco peão · a1 branco torre · b1 branco cavalo · d1 branco rainha · e1 branco rei · g1 branco cavalo · h1 branco torre | 5 |
| 4 | a8 preto torre · b8 preto cavalo · d8 preto rainha · e8 preto rei · f8 preto bispo · g8 preto cavalo · h8 preto torre · a7 preto peão · b7 preto bispo · c7 preto peão · d7 preto peão · e7 preto peão · f7 preto peão · g7 preto peão · h7 preto peão · b5 preto peão · a3 branco bispo · b3 branco peão · g3 branco peão · a2 branco peão · c2 branco peão · d2 branco peão · e2 branco peão · f2 branco peão · g2 branco bispo · h2 branco peão · a1 branco torre · b1 branco cavalo · d1 branco rainha · e1 branco rei · g1 branco cavalo · h1 branco torre | a8 preto torre · b8 preto cavalo · d8 preto rainha · e8 preto rei · f8 preto bispo · g8 preto cavalo · h8 preto torre · a7 preto peão · b7 preto bispo · c7 preto peão · d7 preto peão · e7 preto peão · f7 preto peão · g7 preto peão · h7 preto peão · b5 preto peão · a3 branco bispo · b3 branco peão · g3 branco peão · a2 branco peão · c2 branco peão · d2 branco peão · e2 branco peão · f2 branco peão · g2 branco bispo · h2 branco peão · a1 branco torre · b1 branco cavalo · d1 branco rainha · e1 branco rei · g1 branco cavalo · h1 branco torre | a8 preto torre · b8 preto cavalo · d8 preto rainha · e8 preto rei · f8 preto bispo · g8 preto cavalo · h8 preto torre · a7 preto peão · b7 preto bispo · c7 preto peão · d7 preto peão · e7 preto peão · f7 preto peão · g7 preto peão · h7 preto peão · b5 preto peão · a3 branco bispo · b3 branco peão · g3 branco peão · a2 branco peão · c2 branco peão · d2 branco peão · e2 branco peão · f2 branco peão · g2 branco bispo · h2 branco peão · a1 branco torre · b1 branco cavalo · d1 branco rainha · e1 branco rei · g1 branco cavalo · h1 branco torre | a8 preto torre · b8 preto cavalo · d8 preto rainha · e8 preto rei · f8 preto bispo · g8 preto cavalo · h8 preto torre · a7 preto peão · b7 preto bispo · c7 preto peão · d7 preto peão · e7 preto peão · f7 preto peão · g7 preto peão · h7 preto peão · b5 preto peão · a3 branco bispo · b3 branco peão · g3 branco peão · a2 branco peão · c2 branco peão · d2 branco peão · e2 branco peão · f2 branco peão · g2 branco bispo · h2 branco peão · a1 branco torre · b1 branco cavalo · d1 branco rainha · e1 branco rei · g1 branco cavalo · h1 branco torre | a8 preto torre · b8 preto cavalo · d8 preto rainha · e8 preto rei · f8 preto bispo · g8 preto cavalo · h8 preto torre · a7 preto peão · b7 preto bispo · c7 preto peão · d7 preto peão · e7 preto peão · f7 preto peão · g7 preto peão · h7 preto peão · b5 preto peão · a3 branco bispo · b3 branco peão · g3 branco peão · a2 branco peão · c2 branco peão · d2 branco peão · e2 branco peão · f2 branco peão · g2 branco bispo · h2 branco peão · a1 branco torre · b1 branco cavalo · d1 branco rainha · e1 branco rei · g1 branco cavalo · h1 branco torre | a8 preto torre · b8 preto cavalo · d8 preto rainha · e8 preto rei · f8 preto bispo · g8 preto cavalo · h8 preto torre · a7 preto peão · b7 preto bispo · c7 preto peão · d7 preto peão · e7 preto peão · f7 preto peão · g7 preto peão · h7 preto peão · b5 preto peão · a3 branco bispo · b3 branco peão · g3 branco peão · a2 branco peão · c2 branco peão · d2 branco peão · e2 branco peão · f2 branco peão · g2 branco bispo · h2 branco peão · a1 branco torre · b1 branco cavalo · d1 branco rainha · e1 branco rei · g1 branco cavalo · h1 branco torre | a8 preto torre · b8 preto cavalo · d8 preto rainha · e8 preto rei · f8 preto bispo · g8 preto cavalo · h8 preto torre · a7 preto peão · b7 preto bispo · c7 preto peão · d7 preto peão · e7 preto peão · f7 preto peão · g7 preto peão · h7 preto peão · b5 preto peão · a3 branco bispo · b3 branco peão · g3 branco peão · a2 branco peão · c2 branco peão · d2 branco peão · e2 branco peão · f2 branco peão · g2 branco bispo · h2 branco peão · a1 branco torre · b1 branco cavalo · d1 branco rainha · e1 branco rei · g1 branco cavalo · h1 branco torre | a8 preto torre · b8 preto cavalo · d8 preto rainha · e8 preto rei · f8 preto bispo · g8 preto cavalo · h8 preto torre · a7 preto peão · b7 preto bispo · c7 preto peão · d7 preto peão · e7 preto peão · f7 preto peão · g7 preto peão · h7 preto peão · b5 preto peão · a3 branco bispo · b3 branco peão · g3 branco peão · a2 branco peão · c2 branco peão · d2 branco peão · e2 branco peão · f2 branco peão · g2 branco bispo · h2 branco peão · a1 branco torre · b1 branco cavalo · d1 branco rainha · e1 branco rei · g1 branco cavalo · h1 branco torre | 4 |
| 3 | a8 preto torre · b8 preto cavalo · d8 preto rainha · e8 preto rei · f8 preto bispo · g8 preto cavalo · h8 preto torre · a7 preto peão · b7 preto bispo · c7 preto peão · d7 preto peão · e7 preto peão · f7 preto peão · g7 preto peão · h7 preto peão · b5 preto peão · a3 branco bispo · b3 branco peão · g3 branco peão · a2 branco peão · c2 branco peão · d2 branco peão · e2 branco peão · f2 branco peão · g2 branco bispo · h2 branco peão · a1 branco torre · b1 branco cavalo · d1 branco rainha · e1 branco rei · g1 branco cavalo · h1 branco torre | a8 preto torre · b8 preto cavalo · d8 preto rainha · e8 preto rei · f8 preto bispo · g8 preto cavalo · h8 preto torre · a7 preto peão · b7 preto bispo · c7 preto peão · d7 preto peão · e7 preto peão · f7 preto peão · g7 preto peão · h7 preto peão · b5 preto peão · a3 branco bispo · b3 branco peão · g3 branco peão · a2 branco peão · c2 branco peão · d2 branco peão · e2 branco peão · f2 branco peão · g2 branco bispo · h2 branco peão · a1 branco torre · b1 branco cavalo · d1 branco rainha · e1 branco rei · g1 branco cavalo · h1 branco torre | a8 preto torre · b8 preto cavalo · d8 preto rainha · e8 preto rei · f8 preto bispo · g8 preto cavalo · h8 preto torre · a7 preto peão · b7 preto bispo · c7 preto peão · d7 preto peão · e7 preto peão · f7 preto peão · g7 preto peão · h7 preto peão · b5 preto peão · a3 branco bispo · b3 branco peão · g3 branco peão · a2 branco peão · c2 branco peão · d2 branco peão · e2 branco peão · f2 branco peão · g2 branco bispo · h2 branco peão · a1 branco torre · b1 branco cavalo · d1 branco rainha · e1 branco rei · g1 branco cavalo · h1 branco torre | a8 preto torre · b8 preto cavalo · d8 preto rainha · e8 preto rei · f8 preto bispo · g8 preto cavalo · h8 preto torre · a7 preto peão · b7 preto bispo · c7 preto peão · d7 preto peão · e7 preto peão · f7 preto peão · g7 preto peão · h7 preto peão · b5 preto peão · a3 branco bispo · b3 branco peão · g3 branco peão · a2 branco peão · c2 branco peão · d2 branco peão · e2 branco peão · f2 branco peão · g2 branco bispo · h2 branco peão · a1 branco torre · b1 branco cavalo · d1 branco rainha · e1 branco rei · g1 branco cavalo · h1 branco torre | a8 preto torre · b8 preto cavalo · d8 preto rainha · e8 preto rei · f8 preto bispo · g8 preto cavalo · h8 preto torre · a7 preto peão · b7 preto bispo · c7 preto peão · d7 preto peão · e7 preto peão · f7 preto peão · g7 preto peão · h7 preto peão · b5 preto peão · a3 branco bispo · b3 branco peão · g3 branco peão · a2 branco peão · c2 branco peão · d2 branco peão · e2 branco peão · f2 branco peão · g2 branco bispo · h2 branco peão · a1 branco torre · b1 branco cavalo · d1 branco rainha · e1 branco rei · g1 branco cavalo · h1 branco torre | a8 preto torre · b8 preto cavalo · d8 preto rainha · e8 preto rei · f8 preto bispo · g8 preto cavalo · h8 preto torre · a7 preto peão · b7 preto bispo · c7 preto peão · d7 preto peão · e7 preto peão · f7 preto peão · g7 preto peão · h7 preto peão · b5 preto peão · a3 branco bispo · b3 branco peão · g3 branco peão · a2 branco peão · c2 branco peão · d2 branco peão · e2 branco peão · f2 branco peão · g2 branco bispo · h2 branco peão · a1 branco torre · b1 branco cavalo · d1 branco rainha · e1 branco rei · g1 branco cavalo · h1 branco torre | a8 preto torre · b8 preto cavalo · d8 preto rainha · e8 preto rei · f8 preto bispo · g8 preto cavalo · h8 preto torre · a7 preto peão · b7 preto bispo · c7 preto peão · d7 preto peão · e7 preto peão · f7 preto peão · g7 preto peão · h7 preto peão · b5 preto peão · a3 branco bispo · b3 branco peão · g3 branco peão · a2 branco peão · c2 branco peão · d2 branco peão · e2 branco peão · f2 branco peão · g2 branco bispo · h2 branco peão · a1 branco torre · b1 branco cavalo · d1 branco rainha · e1 branco rei · g1 branco cavalo · h1 branco torre | a8 preto torre · b8 preto cavalo · d8 preto rainha · e8 preto rei · f8 preto bispo · g8 preto cavalo · h8 preto torre · a7 preto peão · b7 preto bispo · c7 preto peão · d7 preto peão · e7 preto peão · f7 preto peão · g7 preto peão · h7 preto peão · b5 preto peão · a3 branco bispo · b3 branco peão · g3 branco peão · a2 branco peão · c2 branco peão · d2 branco peão · e2 branco peão · f2 branco peão · g2 branco bispo · h2 branco peão · a1 branco torre · b1 branco cavalo · d1 branco rainha · e1 branco rei · g1 branco cavalo · h1 branco torre | 3 |
| 2 | a8 preto torre · b8 preto cavalo · d8 preto rainha · e8 preto rei · f8 preto bispo · g8 preto cavalo · h8 preto torre · a7 preto peão · b7 preto bispo · c7 preto peão · d7 preto peão · e7 preto peão · f7 preto peão · g7 preto peão · h7 preto peão · b5 preto peão · a3 branco bispo · b3 branco peão · g3 branco peão · a2 branco peão · c2 branco peão · d2 branco peão · e2 branco peão · f2 branco peão · g2 branco bispo · h2 branco peão · a1 branco torre · b1 branco cavalo · d1 branco rainha · e1 branco rei · g1 branco cavalo · h1 branco torre | a8 preto torre · b8 preto cavalo · d8 preto rainha · e8 preto rei · f8 preto bispo · g8 preto cavalo · h8 preto torre · a7 preto peão · b7 preto bispo · c7 preto peão · d7 preto peão · e7 preto peão · f7 preto peão · g7 preto peão · h7 preto peão · b5 preto peão · a3 branco bispo · b3 branco peão · g3 branco peão · a2 branco peão · c2 branco peão · d2 branco peão · e2 branco peão · f2 branco peão · g2 branco bispo · h2 branco peão · a1 branco torre · b1 branco cavalo · d1 branco rainha · e1 branco rei · g1 branco cavalo · h1 branco torre | a8 preto torre · b8 preto cavalo · d8 preto rainha · e8 preto rei · f8 preto bispo · g8 preto cavalo · h8 preto torre · a7 preto peão · b7 preto bispo · c7 preto peão · d7 preto peão · e7 preto peão · f7 preto peão · g7 preto peão · h7 preto peão · b5 preto peão · a3 branco bispo · b3 branco peão · g3 branco peão · a2 branco peão · c2 branco peão · d2 branco peão · e2 branco peão · f2 branco peão · g2 branco bispo · h2 branco peão · a1 branco torre · b1 branco cavalo · d1 branco rainha · e1 branco rei · g1 branco cavalo · h1 branco torre | a8 preto torre · b8 preto cavalo · d8 preto rainha · e8 preto rei · f8 preto bispo · g8 preto cavalo · h8 preto torre · a7 preto peão · b7 preto bispo · c7 preto peão · d7 preto peão · e7 preto peão · f7 preto peão · g7 preto peão · h7 preto peão · b5 preto peão · a3 branco bispo · b3 branco peão · g3 branco peão · a2 branco peão · c2 branco peão · d2 branco peão · e2 branco peão · f2 branco peão · g2 branco bispo · h2 branco peão · a1 branco torre · b1 branco cavalo · d1 branco rainha · e1 branco rei · g1 branco cavalo · h1 branco torre | a8 preto torre · b8 preto cavalo · d8 preto rainha · e8 preto rei · f8 preto bispo · g8 preto cavalo · h8 preto torre · a7 preto peão · b7 preto bispo · c7 preto peão · d7 preto peão · e7 preto peão · f7 preto peão · g7 preto peão · h7 preto peão · b5 preto peão · a3 branco bispo · b3 branco peão · g3 branco peão · a2 branco peão · c2 branco peão · d2 branco peão · e2 branco peão · f2 branco peão · g2 branco bispo · h2 branco peão · a1 branco torre · b1 branco cavalo · d1 branco rainha · e1 branco rei · g1 branco cavalo · h1 branco torre | a8 preto torre · b8 preto cavalo · d8 preto rainha · e8 preto rei · f8 preto bispo · g8 preto cavalo · h8 preto torre · a7 preto peão · b7 preto bispo · c7 preto peão · d7 preto peão · e7 preto peão · f7 preto peão · g7 preto peão · h7 preto peão · b5 preto peão · a3 branco bispo · b3 branco peão · g3 branco peão · a2 branco peão · c2 branco peão · d2 branco peão · e2 branco peão · f2 branco peão · g2 branco bispo · h2 branco peão · a1 branco torre · b1 branco cavalo · d1 branco rainha · e1 branco rei · g1 branco cavalo · h1 branco torre | a8 preto torre · b8 preto cavalo · d8 preto rainha · e8 preto rei · f8 preto bispo · g8 preto cavalo · h8 preto torre · a7 preto peão · b7 preto bispo · c7 preto peão · d7 preto peão · e7 preto peão · f7 preto peão · g7 preto peão · h7 preto peão · b5 preto peão · a3 branco bispo · b3 branco peão · g3 branco peão · a2 branco peão · c2 branco peão · d2 branco peão · e2 branco peão · f2 branco peão · g2 branco bispo · h2 branco peão · a1 branco torre · b1 branco cavalo · d1 branco rainha · e1 branco rei · g1 branco cavalo · h1 branco torre | a8 preto torre · b8 preto cavalo · d8 preto rainha · e8 preto rei · f8 preto bispo · g8 preto cavalo · h8 preto torre · a7 preto peão · b7 preto bispo · c7 preto peão · d7 preto peão · e7 preto peão · f7 preto peão · g7 preto peão · h7 preto peão · b5 preto peão · a3 branco bispo · b3 branco peão · g3 branco peão · a2 branco peão · c2 branco peão · d2 branco peão · e2 branco peão · f2 branco peão · g2 branco bispo · h2 branco peão · a1 branco torre · b1 branco cavalo · d1 branco rainha · e1 branco rei · g1 branco cavalo · h1 branco torre | 2 |
| 1 | a8 preto torre · b8 preto cavalo · d8 preto rainha · e8 preto rei · f8 preto bispo · g8 preto cavalo · h8 preto torre · a7 preto peão · b7 preto bispo · c7 preto peão · d7 preto peão · e7 preto peão · f7 preto peão · g7 preto peão · h7 preto peão · b5 preto peão · a3 branco bispo · b3 branco peão · g3 branco peão · a2 branco peão · c2 branco peão · d2 branco peão · e2 branco peão · f2 branco peão · g2 branco bispo · h2 branco peão · a1 branco torre · b1 branco cavalo · d1 branco rainha · e1 branco rei · g1 branco cavalo · h1 branco torre | a8 preto torre · b8 preto cavalo · d8 preto rainha · e8 preto rei · f8 preto bispo · g8 preto cavalo · h8 preto torre · a7 preto peão · b7 preto bispo · c7 preto peão · d7 preto peão · e7 preto peão · f7 preto peão · g7 preto peão · h7 preto peão · b5 preto peão · a3 branco bispo · b3 branco peão · g3 branco peão · a2 branco peão · c2 branco peão · d2 branco peão · e2 branco peão · f2 branco peão · g2 branco bispo · h2 branco peão · a1 branco torre · b1 branco cavalo · d1 branco rainha · e1 branco rei · g1 branco cavalo · h1 branco torre | a8 preto torre · b8 preto cavalo · d8 preto rainha · e8 preto rei · f8 preto bispo · g8 preto cavalo · h8 preto torre · a7 preto peão · b7 preto bispo · c7 preto peão · d7 preto peão · e7 preto peão · f7 preto peão · g7 preto peão · h7 preto peão · b5 preto peão · a3 branco bispo · b3 branco peão · g3 branco peão · a2 branco peão · c2 branco peão · d2 branco peão · e2 branco peão · f2 branco peão · g2 branco bispo · h2 branco peão · a1 branco torre · b1 branco cavalo · d1 branco rainha · e1 branco rei · g1 branco cavalo · h1 branco torre | a8 preto torre · b8 preto cavalo · d8 preto rainha · e8 preto rei · f8 preto bispo · g8 preto cavalo · h8 preto torre · a7 preto peão · b7 preto bispo · c7 preto peão · d7 preto peão · e7 preto peão · f7 preto peão · g7 preto peão · h7 preto peão · b5 preto peão · a3 branco bispo · b3 branco peão · g3 branco peão · a2 branco peão · c2 branco peão · d2 branco peão · e2 branco peão · f2 branco peão · g2 branco bispo · h2 branco peão · a1 branco torre · b1 branco cavalo · d1 branco rainha · e1 branco rei · g1 branco cavalo · h1 branco torre | a8 preto torre · b8 preto cavalo · d8 preto rainha · e8 preto rei · f8 preto bispo · g8 preto cavalo · h8 preto torre · a7 preto peão · b7 preto bispo · c7 preto peão · d7 preto peão · e7 preto peão · f7 preto peão · g7 preto peão · h7 preto peão · b5 preto peão · a3 branco bispo · b3 branco peão · g3 branco peão · a2 branco peão · c2 branco peão · d2 branco peão · e2 branco peão · f2 branco peão · g2 branco bispo · h2 branco peão · a1 branco torre · b1 branco cavalo · d1 branco rainha · e1 branco rei · g1 branco cavalo · h1 branco torre | a8 preto torre · b8 preto cavalo · d8 preto rainha · e8 preto rei · f8 preto bispo · g8 preto cavalo · h8 preto torre · a7 preto peão · b7 preto bispo · c7 preto peão · d7 preto peão · e7 preto peão · f7 preto peão · g7 preto peão · h7 preto peão · b5 preto peão · a3 branco bispo · b3 branco peão · g3 branco peão · a2 branco peão · c2 branco peão · d2 branco peão · e2 branco peão · f2 branco peão · g2 branco bispo · h2 branco peão · a1 branco torre · b1 branco cavalo · d1 branco rainha · e1 branco rei · g1 branco cavalo · h1 branco torre | a8 preto torre · b8 preto cavalo · d8 preto rainha · e8 preto rei · f8 preto bispo · g8 preto cavalo · h8 preto torre · a7 preto peão · b7 preto bispo · c7 preto peão · d7 preto peão · e7 preto peão · f7 preto peão · g7 preto peão · h7 preto peão · b5 preto peão · a3 branco bispo · b3 branco peão · g3 branco peão · a2 branco peão · c2 branco peão · d2 branco peão · e2 branco peão · f2 branco peão · g2 branco bispo · h2 branco peão · a1 branco torre · b1 branco cavalo · d1 branco rainha · e1 branco rei · g1 branco cavalo · h1 branco torre | a8 preto torre · b8 preto cavalo · d8 preto rainha · e8 preto rei · f8 preto bispo · g8 preto cavalo · h8 preto torre · a7 preto peão · b7 preto bispo · c7 preto peão · d7 preto peão · e7 preto peão · f7 preto peão · g7 preto peão · h7 preto peão · b5 preto peão · a3 branco bispo · b3 branco peão · g3 branco peão · a2 branco peão · c2 branco peão · d2 branco peão · e2 branco peão · f2 branco peão · g2 branco bispo · h2 branco peão · a1 branco torre · b1 branco cavalo · d1 branco rainha · e1 branco rei · g1 branco cavalo · h1 branco torre | 1 |
|   | a | b | c | d | e | f | g | h |   |

Em xadrez, o fianchetto ou fianqueto (/ˌfiən'kɛto/ Italiano "flanco pequeno") é um padrão de desenvolvimento de peças onde um bispo é desenvolvido na segunda linha da coluna do cavalo adjacente, depois do peão do cavalo ter sido avançado uma ou duas casas.
O fianqueto é um aspecto de muitas aberturas hipermodernas, cuja filosofia é não ocupar imediatamente o centro do tabuleiro, planejando enfraquecer e destruir o centro do oponente. Ele também acontece com frequência nas defesas Índias, assim chamadas já que o fianqueto era a prática padrão no xadrez que era jogado na Índia antiga. O fianqueto é menos comum em jogos abertos (1. e4 e5), mas o Bispo do Rei às vezes é colocado em fianqueto pelas Pretas na Partida Espanhola ou pelas Brancas em uma variação incomum da Partida Vienense.
Um dos maiores benefícios do fianqueto é que ele geralmente permite ao Bispo em fianqueto tornar-se mais ativo. Como o Bispo é posicionado em uma das diagonais principais (a1-h8 ou h1-a8), ele controla muitas casas e se torna uma arma ofensiva poderosa. Entretanto, uma posição em fianqueto também apresenta algumas oportunidades para o adversário: se o Bispo em fianqueto puder ser trocado, as casas que ele estava protegendo tornam-se casas fracas, e podem formar a base para um ataque (particularmente se o fianqueto foi feito na ala do Rei). Portanto, trocar o Bispo em fianqueto não deve ser feito levianamente, especialmente se o bispo adversário de mesma cor ainda estiver no tabuleiro.
O diagrama à direita mostra três formas diferentes de fianqueto. O Bispo do Rei Branco está em um fianqueto regular, com o peão do Cavalo avançado uma casa e o Bispo ocupando a diagonal maior. Esta é a forma mais comum de fianqueto, visto no Dragão da Siciliana, Defesa Pirc, Defesa Benoni, e Abertura Benko, entre muitas outras.
O Bispo da Dama Preta também está em fianqueto, mas o peão do Cavalo foi avançado duas casas, fazendo deste um fianqueto longo. O peão da coluna "b" também controla a casa c4, que geralmente é vantajoso. Se as Brancas jogarem o Ataque Índio do Rei 1. Cf3 2. g3, as Pretas podem fazer um fianqueto longo na ala das Damas em oposição ao fianqueto das brancas e tornar difícil para as brancas destruir o centro de peões com c4. O fianqueto longo na ala do Rei é mais raro, porque enfraquece o escudo de peões em frente do roque, e controla uma casa menos importante. Mesmo assim, o Ataque Grob 1.g4?! e a Defesa Borg 1. e4 g5?! - de "Grob invertida" - algumas vezes são jogadas por espíritos aventureiros, como o MI Michael Basman.
O Bispo da Dama Branco moveu para a3, no que é às vezes chamado de fianqueto estendido. Em vez de controlar a diagonal maior, ela aponta para a casa f8 das Pretas. Se as Pretas moverem seu peão da coluna "e", as Brancas podem jogar Bxf8, depois do qual as Pretas terão que perder tempo fazendo o roque artificial depois de recapturar com o Rei. Esta tática é geralmente vista no Gambito Evans, e dá ao Gambito Benko muito do seu poder ofensivo. As Pretas geralmente jogam Ba6 na Defesa Francesa, e na Defesa Índia da Dama se as Brancas jogarem g3 para fazer o fianqueto do seu próprio Bispo (lance de Aron Nimzowitsch contra a variação Clássica).